# Samaran (Gers)
Samaran település Franciaországban, Gers megyében. Lakosainak száma 76 fő (2022. január 1.). Samaran Aujan-Mournède, Chélan, Esclassan-Labastide, Lagarde-Hachan, Panassac és Saint-Arroman községekkel határos.

## Népesség
A település népessége az elmúlt években az alábbi módon változott:
| Lakosok száma | 136  | 112  | 95   | 93   | 84   | 88   | 90   | 91   | 86   | 76   |
|               | 1968 | 1982 | 1990 | 2006 | 2013 | 2015 | 2017 | 2019 | 2020 | 2022 |